# Parafia św. Stanisława Biskupa Męczennika w Cychrach
Parafia pw. św. Stanisława Biskupa i Męczennika w Cychrach – parafia rzymskokatolicka, należąca do dekanatu Dębno, archidiecezji szczecińsko-kamieńskiej, metropolii szczecińsko-kamieńskiej..

## Historia parafii
Parafia pw. św. Stanisława Biskupa Męczennika została ustanowiona 02.07.1957 r. poprzez wydzielenie z parafii pw. św. Antoniego w Dębnie. Pierwszy proboszcz ks. Otton Okulicz-Kozaryn, drugim proboszczem był ks. Robert Szumowski. Obecnie trzecim proboszczem jest ks. Sławomir Pawlak. W 1967 r. na zaproszenie ks. Ottona Okulicz-Kozaryna do Cychr przybyły siostry zakonne ze Zgromadzenia Sióstr Rodziny Betańskiej (SRB) z Lublina.

## Miejsca święte

### Kościół parafialny
Wybudowany przed 1250 r. prawdopodobnie z fundacji templariuszy, na rzucie prostokąta, bez wieży. W późnym średniowieczu do części zachodniej dobudowano masyw wieżowy. Częściowo zniszczony podczas bitwy pod Sarbinowem w 1758 r. Czworoboczną wieżę dobudowano w 1768 r., transept i prezbiterium z półkolistą apsydą od strony wschodniej w 1858 r.
We wnętrzu kościoła na uwagę zasługują: drewniany strop, empora chórowa z prospektem organowym, ławki z XIX w., empory boczne. Z wyposażenia zachowała się grupa rzeźb polichromowych ze sceny Ukrzyżowania oraz dzwon z 1770 r.

### Kościoły filialne i kaplice
- Kościół św. Jana Chrzciciela w Bogusławiu
- Kościół Matki Boskiej Wspomożenia Wiernych w Dargomyślu

## Duszpasterze

### Proboszczowie
- ks. Otton Okulicz-Kozaryn (20.07.1957-07.08.2001)
- ks. Robert Szumowski (07.08.2001-2011)
- ks. Sławomir Pawlak (2011- 2019)
- ks. Paweł Grędziak (2019-Obecnie)

## Działalność parafialna

### Wspólnoty parafialne
- Żywy Różaniec,
- ministranci,
- Eucharystyczny Ruch Młodych,
- Katolickie Stowarzyszenie Młodych,
- Rada Parafialna,
- schola "Tuba Dei"